# Lsjbot
Lsjbot је програм који аутоматски генерише Википедија чланке, познатији као интернет бот развио је Сверкер Јохансон за потребе шведске Википедије. Овај бот се прави претежно чланке који се тичу живих организама и географских ентитета (као што су ријеке, бране и планине). 
На основу његове странице на шведској Википедији, Lsjbot је активан на шведској Википедији, себуано Википедији као и на Википедија на варајском језику и направио је већину чланака на тим Википедијама (између 80% и 99% од укупног броја чланака на овим Википедијама).

## Историја
Програм је одговоран за 2,7 милиона чланака до јула 2014. године, двије трећине од тога се појавило на себуано Википедији (матерњи језик Јохансонове жене) и једна трећина на шведској Википедији. Бот може да направи дневно до 10.000 чланака.
Дана 15. јула 2013. године шведска Википедија је достигла један милион чланака, осми језик на Википедији којем је то пошло за руком. Милионити чланак је направио Lsjbot – који је до тог момента направио 454.000 чланака, скоро па пола од укупног броја чланака на шведској Википедији. Lsjbot је такође одговоран за то што је шведска Википедија постала друга Википедија која је достигла 2 милиона чланака, и самим тиме постала друга највећа Википедија послије Википедије на енглеском језику.

## У медијима
Операције овог програма су привукле критике од оних који указују на то да чланци не доприноси значајан садржај и нема људског карактера. Сиднејски јутрањи гласник пореди овог бота са Филипом Паркером, који је наводно аутор са највише објављених дијела у људској историји, објавио је преко и свака од њих је написана за мање од једног сата уз помоћ компјутера. Популарна наука пореди овај бот са најавом Асошијетед преса из јула 2014 да планира да почне користити ботове за писање чланака.